# Microsoft SharePoint Workspace
Microsoft SharePoint Workspace, poprzednio Microsoft Office Groove – niekontynuowana już aplikacja desktopowa stworzona do współpracy nad dokumentami w zespołach z członkami, którzy są regularnie offline lub którzy nie dzielą tych samych poświadczeń bezpieczeństwa sieci. Od wersji Microsoft Office 2013 lub Office 365 program nie jest dołączany do pakietu Office, z czego ten ostatni zawiera w zamian program OneDrive for Business. Jednakże, OneDrive for Business nie zastępuje całkowicie dawnego SharePoint Workspace.
Zastosowania programu Groove obejmowały koordynację agencji zarządzania kryzysowego, gdzie różne organizacje nie mają wspólnej infrastruktury bezpieczeństwa i których dostęp w trybie offline jest ważny oraz wśród zespołów pracowników wiedzy, takich jak konsultanci, którzy muszą pracować bezpiecznie na stronach klientów. Jest on również używany jako system przemieszczania dla dokumentów w rozwoju, w którym zawartość może być rozwijana, a następnie przeniesiona do portalu po zakończeniu.
Groove został pierwotnie opracowany przez Ray’ego Ozzie’go z Lotus Notes, i rozwijany przez Groove Networks w Beverly, do momentu przejęcia Groove Networks przez Microsoft w marcu 2005.

## Narzędzia do współpracy
Podstawowy zakres usług Groove może być dostosowany z użyciem narzędzi.
Narzędzia to mini-aplikacje opierające się na podstawowej funkcjonalności Groove’a – rozpowszechnianiu i synchronizowaniu zawartości z innymi członkami grupy roboczej. Groove zapewnia różne narzędzia, które mogą być dodawane do (i usuwane z) obszaru roboczego, aby dostosować funkcjonalność każdej przestrzeni (na przykład kalendarza, dyskusji, wymiany plików, outlinera, obrazów, notatnika, szkicownika, przeglądarki internetowej, itp.).
Groove 2007 zawiera podsystem obecności, który śledzi, którzy użytkownicy z kontaktów są online, i przedstawia te informacje w launchbar. Jeśli wykorzystywany jest serwer Groove, użytkownik jest uznawany jako będący on-line po zalogowaniu się do serwera. W przypadku braku serwera wykorzystywany jest Device Presence Protocol. Groove pozwala również na przysłanie natychmiastowych wiadomości do członków grupy. Cała sesja i informacje o użytkowniku przechowywane są przez klienta Groove (po stronie klienta).

## Wersje
Groove Virtual Office 3.1 był ostatnią wersją programu przez przejęciem Groove Networks przez Microsoft. Od tego momentu ukazały się następujące wersje tego oprogramowania:
- Groove 2007 (zawarty w pakietach Office 2007 Ultimate i Enterprise editions oraz jako odrębny produkt), wydany 27 stycznia 2007[8],
- Sharepoint Workspace 2010, wydany 15 lipca 2010[9].

Microsoft twierdzi, że zmiana nazwy jest naturalnym postępem – Groove było tym dla SharePoint czym Outlook jest dla Exchange. Twierdzi, że funkcje zostały dodane w celu ułatwienia wdrożenia i zarządzania. Microsoft twierdzi, że SharePoint Workspace uczyni łatwiejszym dostęp do zawartości SharePoint (albo zawartości z jakiegokolwiek serwera, który wprowadza w życie udokumentowane publicznie protokoły).

## Aplikacja serwerowa
Microsoft Groove Server jest narzędziem służącym do centralnego zarządzania wszystkimi dyslokacjami programu Microsoft SharePoint Workspace w przedsiębiorstwie. Umożliwia stosowanie Active Directory dla kont użytkowników Groove, i tworzenia Groove Domains, z indywidualnymi ustawieniami zasad korzystania.